# Кавендиш, Эдвард, 10-й герцог Девонширский
Эдвард Уильям Спенсер Кавендиш, 10-й герцог Девонширский (6 мая 1895 — 26 ноября 1950) — британский аристократ и политик. Он был известен как маркиз Хартингтон с 1908 по 1938 год. Глава девонширской ветви дома Кавендишей. Он сделал карьеру в армии и в политике, был великим мастером Масонской ложи Англии. Его внезапная смерть, по-видимому, от сердечного приступа в возрасте пятидесяти пяти лет, произошла в присутствии предполагаемого серийного убийцы Джона Бодкина Адамса.

## Ранняя жизнь
Он родился 6 мая 1895 года в приходе Святого Георгия на Востоке, в Степни, Лондон. Старший сын Виктора Кавендиша (1868—1938), и его жены, леди Эвелин Петти-Фицморис (1870—1960). В 1908 году его отец Виктор унаследовал титул 9-го герцога Девонширского, таким образом Эдвард получил титул маркиза Хартингтона. Лорд Хартингтон получил образование в Итонском колледже и Тринити-колледже в Кембридже.
После смерти отца он стал владельцем Чатсуорт-хауса и одним из крупнейших частных землевладельцев как в Великобритании, так и в Ирландии.

## Военная карьера
Маркиз Хартингтон начал службу в территориальной армии в качестве второго лейтенанта в Дербиширском йоменстве в 1913 году.
Мобилизованный в начале Первой мировой войны, он был адъютантом в личном штабе Генерального штаба британских экспедиционных сил. В 1916 году, получив звание капитана, он вернулся в свой полк в Египте и служил на последних этапах Дарданелльской кампании. Затем он вернулся во Францию, стал сотрудником военной разведки, затем Военного министерства и Британской военной миссии в Париже и дважды упоминался в донесениях. В 1919 году он входил в состав британской мирной делегации, присутствовавшей на подписании Версальского мирного договора, и был награжден Орденом Британской империи. Он также стал кавалером французского ордена Почетного легиона.
Он продолжал служить после войны со своим полком, который стал 24-й (Дербиширский йоменри) Бронетанковой ротой Королевского танкового полка в 1923 году. В 1932 году он был произведен в майоры, а в 1935 году стал подполковником. Он был награжден Территориальным орденом. Он также был почетным полковником 6-го батальона Шервудских лесников с 1917 по 1937 год и его преемника, 40-го (Шервудские лесники) Зенитный батальон королевских инженеров.

## Политическая карьера
Маркиз Хартингтон безуспешно баллотировался в качестве консервативного кандидата в Палату общин дважды, в 1918 году на выборах в Северо-Восточном Дербишире и в 1922 году в Западном Дербишире, прежде чем получить последнее место в 1923 году и удерживая его до тех пор, пока он не унаследовал герцогский титул своего отца и вошел в Палату лордов в 1938 году. Впоследствии он был министром в военном правительстве Уинстона Черчилля в качестве парламентского заместителя государственного секретаря по Индии и Бирме (1940—1942) и по колониям (1942—1945).
Он также служил в местном правительстве Дербишира. В 1917 году он был назначен мировым судьей графства, а в 1936 году — заместителем лейтенанта, в конечном счете став лордом-лейтенантом Дербишира с 1938 года до самой своей смерти. Он также занимал пост мэра Бакстона в 1920—1921 годах.

## Другие гражданские должности
Он был председателем Совета по международным расчетам в 1936 году, а также верховным управляющим Кембриджского университета и канцлером Лидского университета с 1938 по 1950 год. Он также был директором компании Alliance Insurance Company of Britain и Bank of Australasia. Он был президентом Зоологического общества Лондона в 1948 году.
Герцог Девонширский был масоном и великим мастером Объединенной Великой ложи Англии с 1947 по 1950 год.

## Семья
Сестра герцога Дороти была замужем за премьер-министром Великобритании Гарольдом Макмилланом. Младший брат герцога Чарльз был женат на танцовщице Адель Астер, сестре Фреда Астера.
21 апреля 1917 года он женился на леди Мэри Гаскойн-Сесил (29 июля 1895 — 24 декабря 1988), дочери Джеймса Эдварда Юбера Гаскойн-Сесила, 4-го маркиза Солсбери (1861—1947), и леди Сесили Элис Гор (1867—1955), внучке премьер-министра Роберта Гаскойн-Сесила, 3-го маркиза Солсбери. У них было пятеро детей:
- Уильям Кавендиш, маркиз Хартингтон (10 декабря 1917 — 10 сентября 1944), погиб в бою во время Второй мировой войны. Женат на Кэтлин Кеннеди, сестре будущего президента США Джона Кеннеди.
- Эндрю Кавендиш, 11-й герцог Девонширский (2 января 1920 — 3 мая 2004), позже маркиз Хартингтон (1944—1950) и 11-й герцог Девонширский (1950—2004). Женат на Деборе Митфорд.
- Леди Мэри Кавендиш (6 ноября 1922 — 17 ноября 1922).
- Леди Элизабет Джорджиана Элис Кавендиш (24 апреля 1926 — 15 сентября 2018), умерла незамужней.
- Леди Энн Эвелин Беатрис Кавендиш (6 ноября 1927 — 9 августа 2010), филантропка, посетительница тюрьмы, активистка движения за права заключенных. В 1949 году она вышла замуж за художника Майкла Ламберта Три (1921—1999)[7].

## Смерть

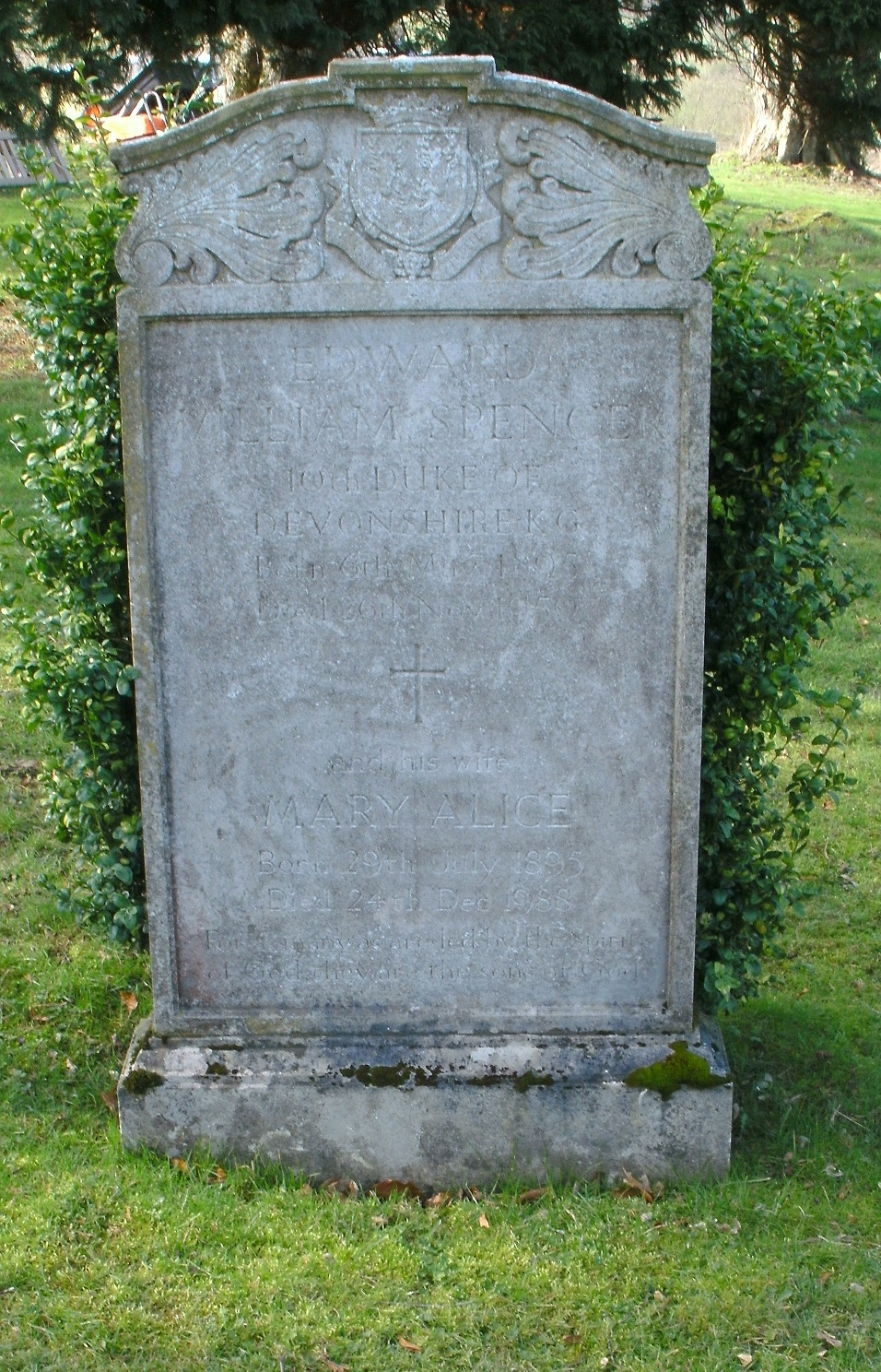
Кладбище Святого Петра, Эденсор — могила Эдуарда, 10-го герцога Девонширского (1895—1950)

26 ноября 1950 года он перенес сердечный приступ и умер в Истборне в присутствии своего врача общей практики Джона Бодкина Адамса, подозреваемого в серийном убийце. Несмотря на то, что герцог не обращался к врачу в течение 14 дней до своей смерти, коронер не был уведомлен, как следовало. Адамс подписал свидетельство о смерти, в котором говорилось, что герцог умер естественной смертью. Тринадцатью днями ранее Эдит Элис Моррелл — еще один пациент Адамса — тоже умерла. Историк Памела Каллен предполагает, что, поскольку герцог был главой британского масонства, Адамс — член фундаменталистских Плимутских братьев — был бы мотивирован воздержаться от необходимого жизненно важного лечения, поскольку «Гроссмейстер Англии был бы замечен некоторыми Плимутскими братьями как воплощение сатаны». Никакого надлежащего полицейского расследования по факту смерти так и не было проведено, но сын герцога, Эндрю позднее сказал: «Возможно, следует отметить, что этот врач не был назначен присматривать за здоровьем двух моих младших сестер, которые были тогда подростками». Адамс имел репутацию ухаживающего за пожилыми пациентами с целью извлечения завещаний.
Адамс был судим в 1957 году за убийство Моррелл, но спорно оправдан. Обвинителем был генеральный прокурор, сэр Реджинальд Маннингем-Буллер, дальний родственник герцога (через их общего предка, Джорджа Кавендиша). Каллен задался вопросом, почему Мэннингем-Буллер не задал Адамсу вопрос о смерти герцога, и предполагает, что он опасался привлекать внимание к премьер-министру Гарольду Макмиллану (шурину герцога) и, в частности, к его жене, у которой в то время был внебрачный роман с Робертом Бутби.
Патологоанатом Министерства внутренних дел Фрэнсис Кэмпс связал Адамса в общей сложности с 163 подозрительными смертями, что сделало бы его предшественником Гарольда Шипмана.
Тело герцога было похоронено на церковном кладбище в Эденсоре, Дербишир, недалеко от Чатсуорта.

## Недвижимость
В 1946 году герцог Девонширский передал большую часть своего имущества своему единственному оставшемуся в живых сыну, пытаясь избежать выплаты налога на наследство, которые 9-й герцог должен был заплатить в 1908 году. Неожиданная смерть герцога менее чем через четыре года означала, что его поместье должно было заплатить 80 % пошлин от стоимости всего поместья. Если бы он прожил дольше, стоимость, подлежащая налогообложению, постепенно уменьшилась бы до нуля. Налоговые обязательства привели к передаче Хардвик-холла Национальному фонду Великобритании и продаже многих накопленных герцогами Девоншир активов, в том числе десятков тысяч акров земли, а также многих произведений искусства и редких книг. В то время как большая часть имущества герцога перешла к следующему герцогу, его личные средства в размере 796 473 8s. 9d. были завещаны его вдове Мэри Элис, вдовствующей герцогине Девонширской.

## Титулатура
- 10-й герцог Девонширский (с 6 мая 1938)
- 10-й маркиз Хартингтон, Дербишир (с 6 мая 1938)
- 13-й граф Девонширский (с 6 мая 1938)
- 5-й граф Берлингтон (с 6 мая 1938)
- 13-й барон Кавендиш из Хардвика, Дербишир (с 6 мая 1938)
- 5-й барон Кавендиш из Кейли, Йоркшир (с 6 мая 1938)